# Hungry Tree

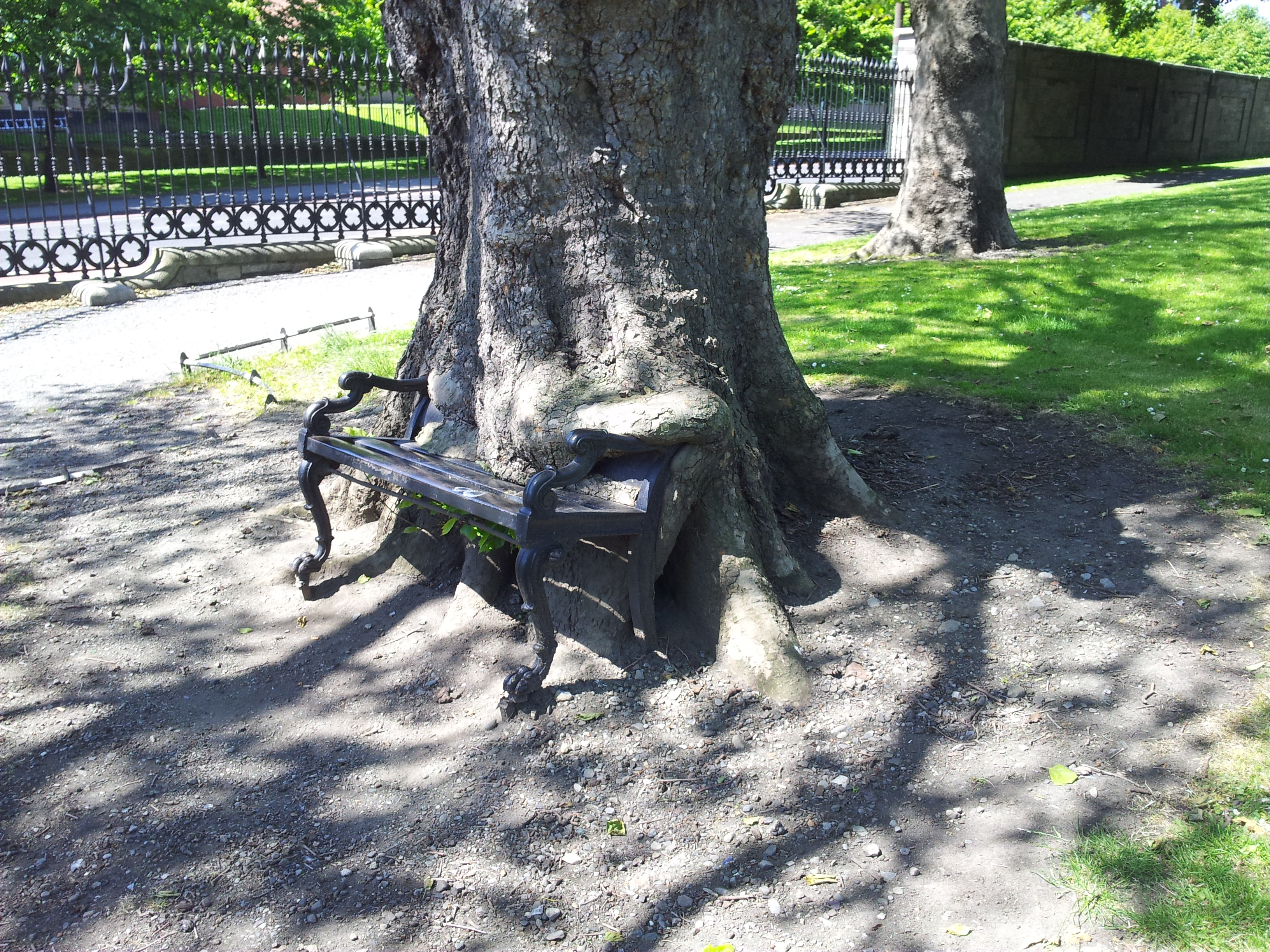
„Copacul flămând” înghițind banca de alături

Hungry Tree (literalmente din engleză Copacul flămând) este un arbore aflat pe teritoriul King's Inns⁠(d), în orașul Dublin, Republica Irlanda. Este un specimen obișnuit de platan (Platanus × acerifolia⁠(d)), devenit cunoscut prin învăluirea parțială a unei bănci aflate în imediata proximitate. Astfel, a devenit o atracție turistică și este frecvent fotografiat. „Copacul flămând” a fost subiectul unei campanii de conservare desfășurate de politicianul Ciarán Cuffe⁠(d), membru al Partidului Verde⁠(d).

## Descriere
Arborele este amplasat pe teritoriul King's Inns⁠(d) (Inn judecătoresc⁠(d) irlandez), lângă poarta de sud. Este un specimen de Platanus × acerifolia (sau Platanus x hispanica), o varietate a platanului occidental plantată masiv în Dublin pe parcursul secolului al XIX-lea. Se estimează că arborele a fost sădit între 1900 și 1940. Copacul însuși nu este remarcabil, având o înălțime de 21 m și circumferința tulpinii de 3,47 m.
Foarte aproape de locul unde a fost sădit arborele, se află o bancă de fontă instalată la începutul anilor 1800. De-a lungul timpului, tulpina copacului a început să „învăluie” speteaza băncii, după care picioarele și locul de așezat. Acest fenomen a atras atenția publicului larg, vorbindu-se că arborele „mănâncă” banca, de unde a provenit porecla de „copac flămând”. Curtea King's Inns este deschisă în fiecare zi de la 7:00 până la 19:30, iar arborele a devenit o atracție turistică. Este fotografiat foarte des și a apărut pe coperta ghidului turistic Secret Dublin – an unusual guide, cât și a cărții Dublin, scrisă de artistul Robert Ballagh⁠(d) în 1981.

## Campanie de conservare
Arborele se află pe lista „Arborilor de patrimoniu” a Irlandei, alcătuită de Tree Council of Ireland⁠(d) (din engleză Consiliul Irlandez al Arborilor). A fost inclus pentru valoarea sa turistică, deși majoritatea arborilor din listă sunt de o vârstă sau raritate deosebită.
Consilierul Ciarán Cuffe⁠(d), membru al Partidului Verde⁠(d), a organizat o campanie în 2017, în care cerea autoritățlor Dublinului să ia sub protecția statului acest arbore. Cuffe argumenta că „Hungry Tree” și arborii învecinați „sunt parte a istoriei părții de nord a orașului istoric. Ca și Blessington Street Basin⁠(d), este o comoară ascunsă. Îi iubesc și nu aș vrea să îi pierd... Acești arbori sunt martori ai istoriei și vârsta lor îi face și mai valoroși." Cererea lui Cuffe a fost respinsă, pe motiv că arborele se află pe terenul unor clădiri care deja beneficiază de protecție. S-a mai discutat și posibilitatea de a lua banca sub protecție, lucru care la fel nu s-a întâmplat, din precauție: dacă banca ar avea statut de protecție, în viitor s-ar putea decide înlăturarea copacului pentru a o păstra.